# Oskar Tietz

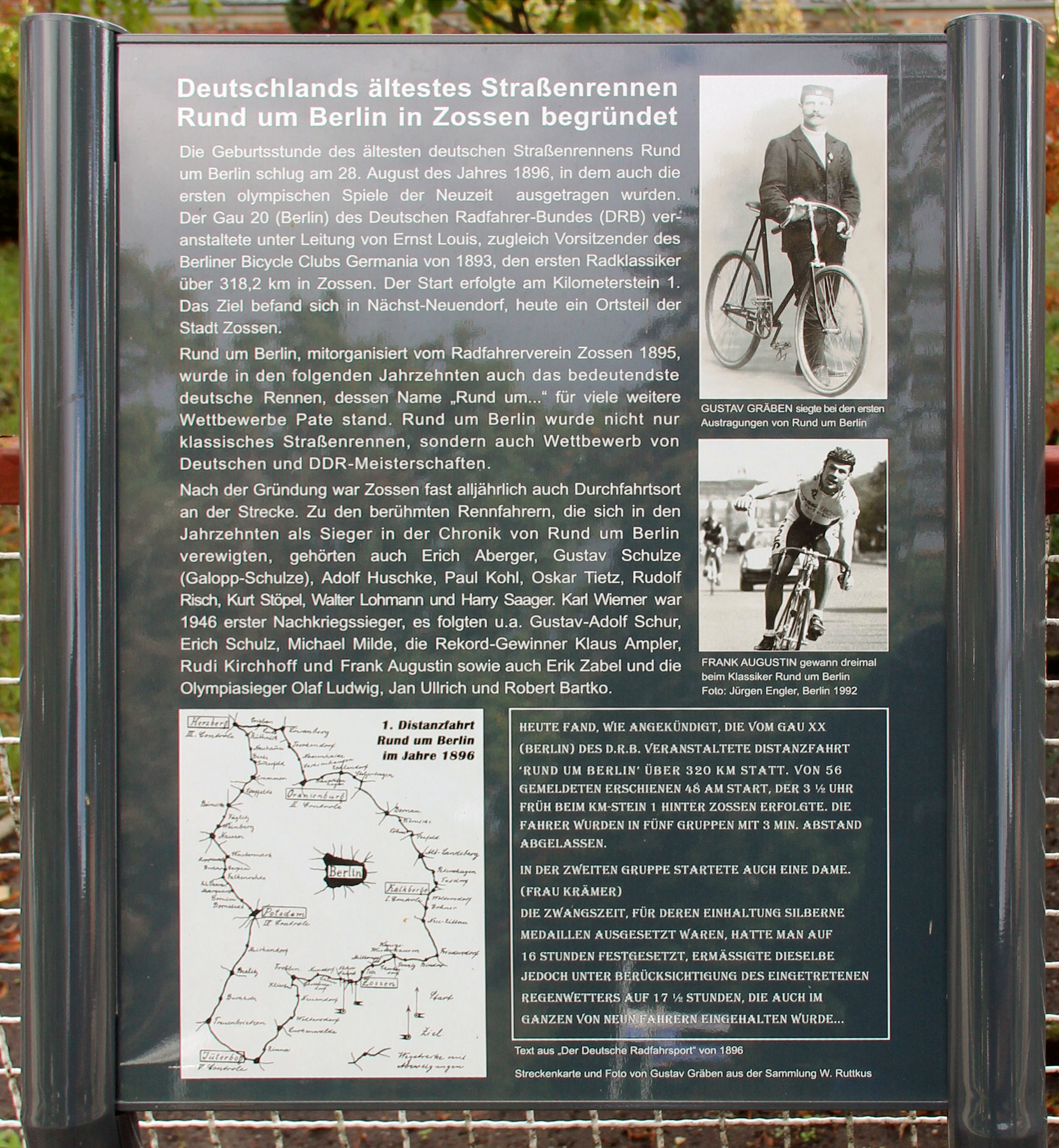
Gedenktafel für Deutschlands ältestes Straßenrennen in Zossen

Oskar Tietz (* 18. Oktober 1895 in Berlin; † 16. Mai 1975) war ein deutscher Radrennfahrer.
Oskar Tietz, der von 1922 bis 1936 als Profi Radrennen fuhr, gewann in seiner Karriere dreimal das Berliner Sechstagerennen. Zudem wurde er fünfmal Zweiter. Weitere Erfolge gelangen ihm bei den Sechstagerennen von Frankfurt und München. 1925 gewann er Rund um Berlin. Sein größter Erfolg auf der Straße war der dritte Platz in der Gesamtwertung der Deutschlandrundfahrt 1930. Im Verlauf der Rundfahrt führte er auf vier Etappen die Gesamtwertung an, musste sich am Ende jedoch Hermann Buse und Kurt Stöpel geschlagen geben. 1930 bestritt er die Tour de France, schied nach einem Sturz auf der 9. Etappe jedoch aus.

## Erfolge
1923
- Berliner Sechstagerennen mit Fritz Bauer

1926
- Harzrundfahrt

1929
- Sechstagerennen Frankfurt mit Willy Rieger

1931
- Berliner Sechstagerennen mit Paul Broccardo

1932
- Berliner Sechstagerennen mit Adolf Schön
- Sechstagerennen Frankfurt mit Paul Broccardo

1933
- Sechstagerennen München mit Franz Lehmann

## Berufliches
Oskar Tietz arbeitete vor dem 2. Weltkrieg einige Jahre als Zeitungsfahrer, diese Tätigkeit nahm er nach 1945 in Berlin wieder auf. Dem Radsport blieb er als Berater und regelmäßiger Besucher von Rennen bis zu seinem Tode verbunden.

## Trivia
Tietz erregte zur Zeit seiner Sechstagerennen Aufsehen, als er häufig während der morgendlichen Neutralisationen die Bahn umkreiste und dabei Zigarren rauchte. Fredy Budzinski schrieb hierüber:

„Man hat viel über den Schaden des Nikotins für einen Sportsmann gesprochen. Es gibt nur wenige Menschen, die Tietz schon einmal ohne Zigarre gesehen hätten. Und dennoch rollt es bei ihm, wie die Rennfahrer sagen, trotz der achtunddreißig Lebensjahre.“

Auch Schweigsamkeit gehörte zu seinen Markenzeichen.